# Danh sách món cà rốt

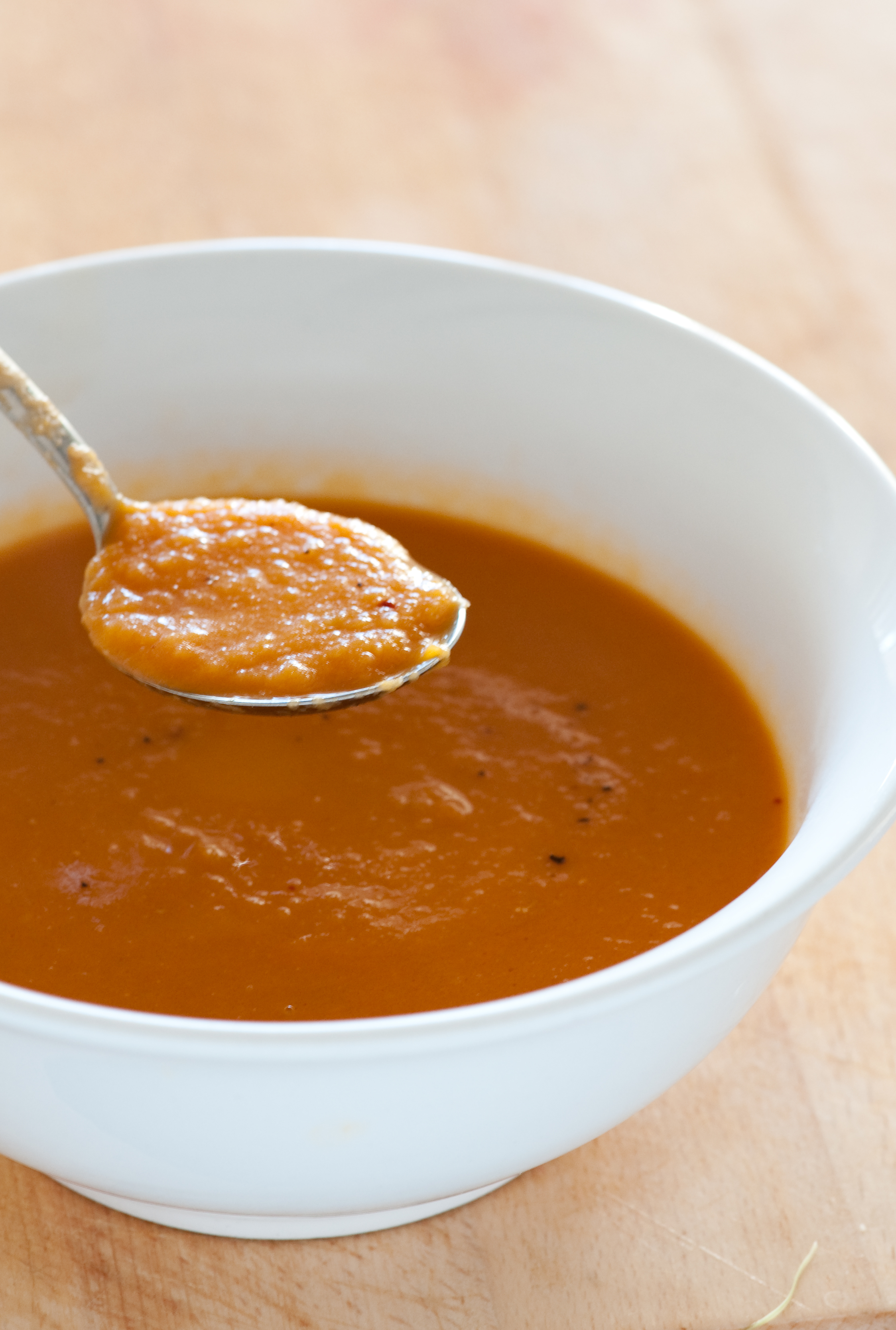
Xúp cà rốt

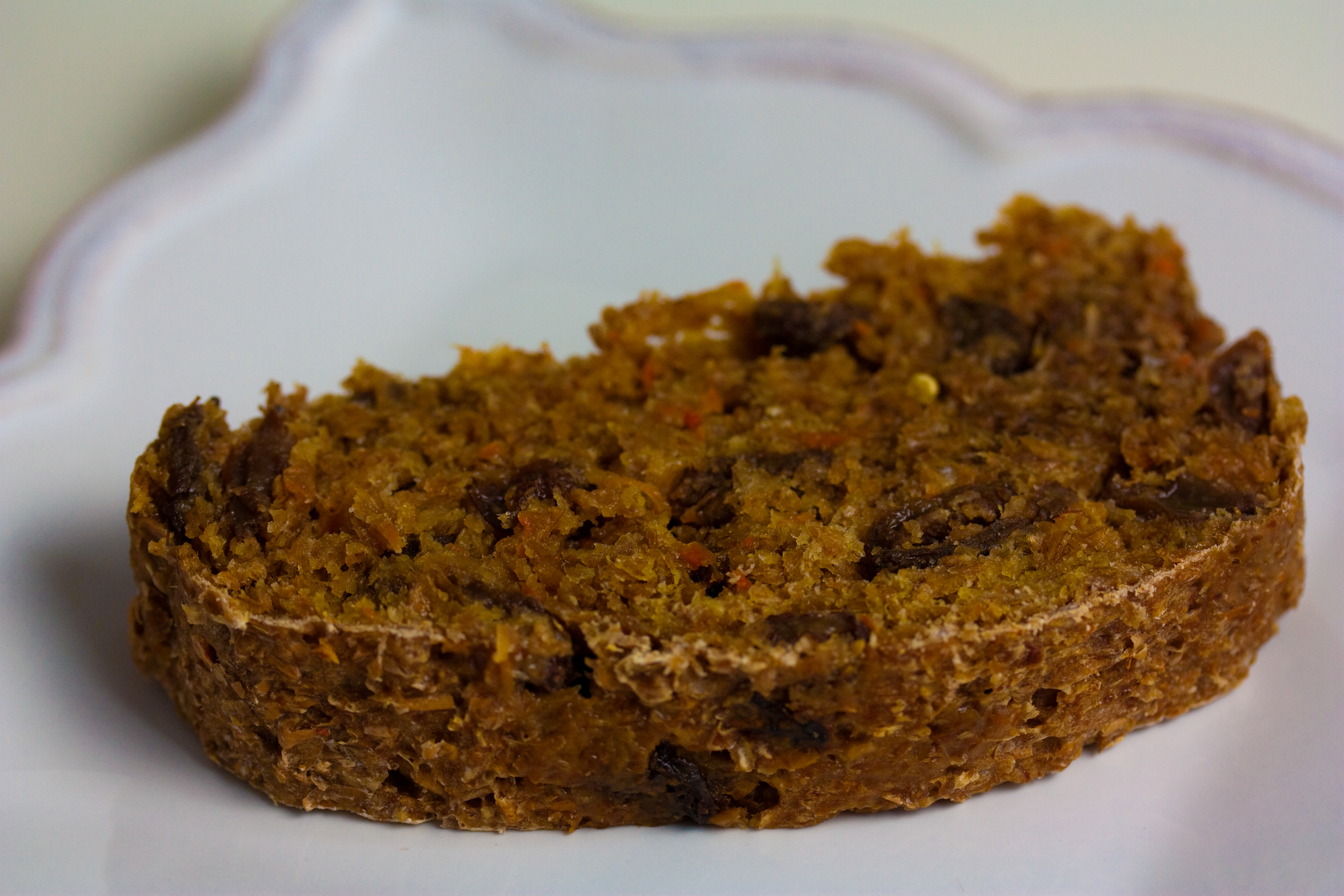
Một lát bánh mì cà rốt thuần chay được chế biến với cà rốt và nho khô

Dưới đây là danh sách các món ăn và thực phẩm làm từ cà rốt, sử dụng cà rốt làm nguyên liệu chính. Cà rốt (Daucus carota subsp. Sativus) là một loại rau ăn củ, thường có màu cam, mặc dù vẫn có những giống màu tím, đỏ, trắng và vàng.

## Các món cà rốt
- Bánh mì cà rốt – một loại bánh mì hay bánh mì nhanh[1] sử dụng cà rốt làm nguyên liệu chính.[2]
- Bánh cà rốt
- Bánh quy cà rốt
- Cà rốt chiên – cà rốt thái lát được chiên hoặc sấy khô
- Nước ép cà rốt – sở hữu hương vị ngọt ngào độc đáo của cà rốt cô đặc, và thường được dùng làm một loại thức uống tốt cho sức khỏe
- Pudding cà rốt – có thể dùng ở dạng bánh pudding mặn hoặc làm món tráng miệng ngọt
- Salad cà rốt – công thức nấu ăn khác nhau tùy theo đặc điểm ẩm thực địa phương, và thường sử dụng cà rốt cắt nhỏ. Salad cà rốt cắt nhỏ đôi khi cũng được sử dụng làm topping cho các món khác. 
  - Morkovcha
- Xúp cà rốt – có thể được chế biến thành xúp dạng kem[3] và xúp dạng canh (nước dùng).[4]
- Chai tow kway
- Gajar ka halwa – một loại bánh pudding ngọt tráng miệng có nguồn gốc từ cà rốt ở tiểu lục địa Ấn Độ[5]
- Cà rốt xào bơ[6]
- Cà rốt nghiền – thường dùng làm món ăn kèm với thịt và/hoặc rau
- Porkkanalaatikko
- Tzimmes

Món cà rốt
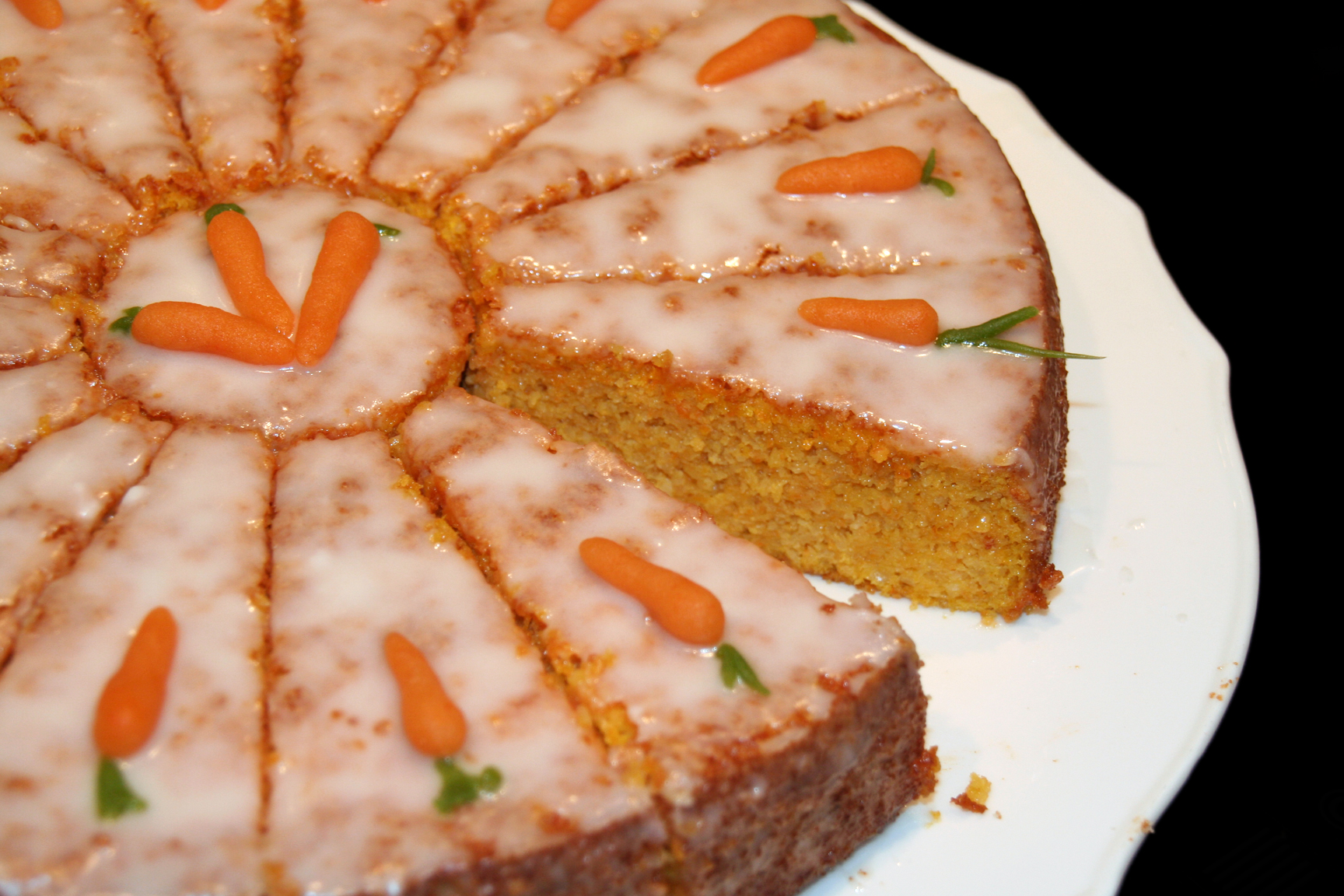
Một chiếc bánh cà rốt
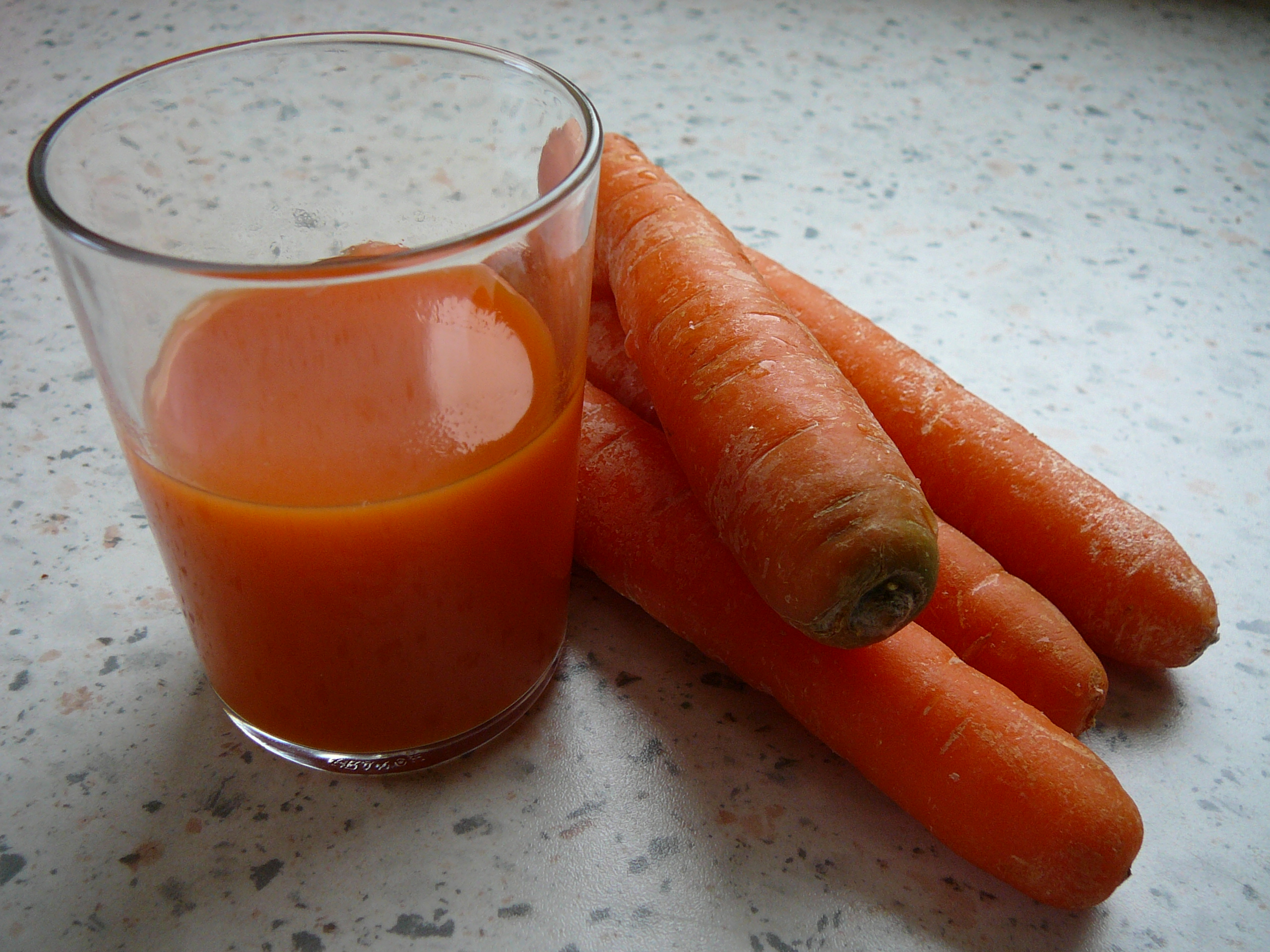
Nước ép cà rốt với củ cà rốt
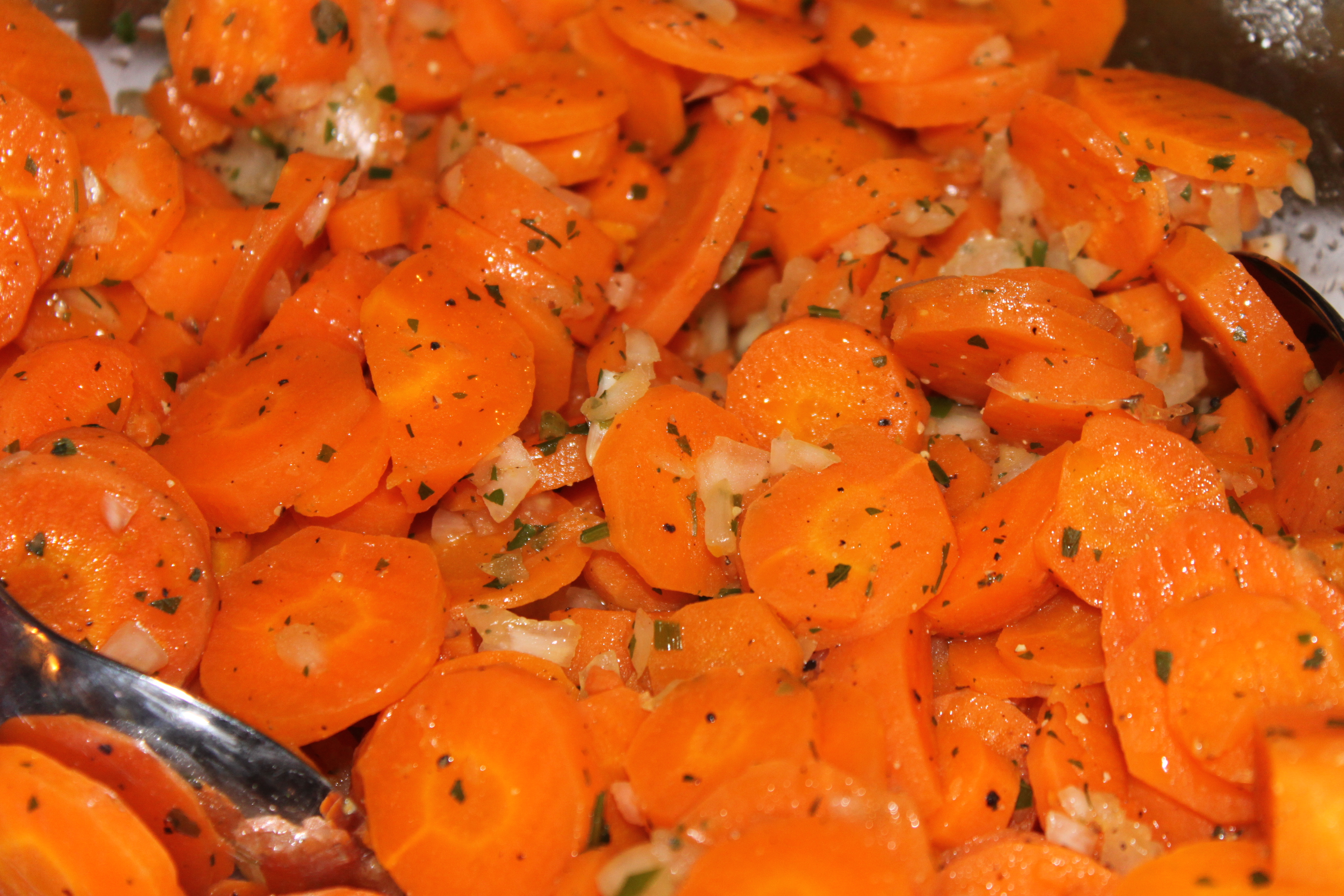
Cận cảnh món salad cà rốt